# Mala Dapčevica
Mala Dapčevica is een plaats in de gemeente Grubišno Polje in de Kroatische provincie Bjelovar-Bilogora. De plaats telt 14 inwoners (2001).